# Basile le Bienheureux
Pour les articles homonymes, voir Basile.
Basile le Bienheureux ou Vassili (connu aussi comme saint Basile, Basile le fol en Christ ou  Basile le Béni, en russe Васи́лий Блаже́нный) est un saint de l'Église orthodoxe russe né de parents serfs en 1469 à Elokhovo (Елокьово), près de Moscou. On situe son trépas le 2 août 1557 à Moscou. Il fut canonisé en 1588. Il est fêté le 2 août.

## Biographie
Malgré l'aspect insolite de sa vie, Basile le Bienheureux est un personnage historique. Il est né en décembre 1469 sur le porche de la cathédrale de la Théophanie d'Elokhovo (aujourd'hui dans les faubourgs de Moscou) où sa mère Anna priait avec ferveur. Ses parents étaient simples et profondément croyants. Son père Jacob le mit comme apprenti chez un cordonnier jusqu'à sa seizième année. Ensuite et jusqu'à sa mort, il mena une existence peu commune de fol en Christ. Il déambulait toute l'année dévêtu, couchait à la belle étoile, observait constamment le Carême et portait des chaînes, supportait les privations. Il stigmatisait perpétuellement le mensonge et l'hypocrisie. Après avoir purifié son âme ainsi, le bienheureux Basile fut doté du don de clairvoyance, secourut et pria pour les plus faibles et  ne craint pas de réprimander quiconque qui le méritait. Ses contemporains ont noté que ce devait être le seul homme que craignait le tsar Ivan le Terrible. Il osa, par exemple, lui reprocher sa distraction dans une église durant un office.
Ivan le Terrible et des boyards portèrent son cercueil et le métropolite Macaire procéda à l'inhumation entouré d’un grand nombre de gens. Le corps de Basile le Bienheureux fut d’abord enterré près de l'église de la Trinité avant d’être installé dans la cathédrale de l’Intercession de la Très Sainte Mère de Dieu que le tsar décida de construire en commémoration de la prise de Kazan. Elle est aujourd'hui connue sous le nom de cathédrale Saint-Basile-le-Bienheureux, parfois appelée simplement « temple ». Elle est remarquable et reconnue comme l’une des plus belles églises de Russie, tout comme la vie de Basile fut exemplaire et caractéristique. Encore une particularité : contrairement aux autres saints, Basile figure toujours nu sur les icônes.
À la suite d’Ivan et de nombreux miracles, le tsar Fédor Ier ordonna en 1588 l'édification d'un oratoire du nom de Basile le Bienheureux, et il aménagea une châsse pour ses reliques. L'atelier de son épouse, Irina Godounova, fit broder un linceul pour la recouvrir. Ceci est attesté par une inscription incrustée dessus. Sinon, ses quelques affaires personnelles sont conservées à l'Académie de théologie de Moscou.

## Miracles

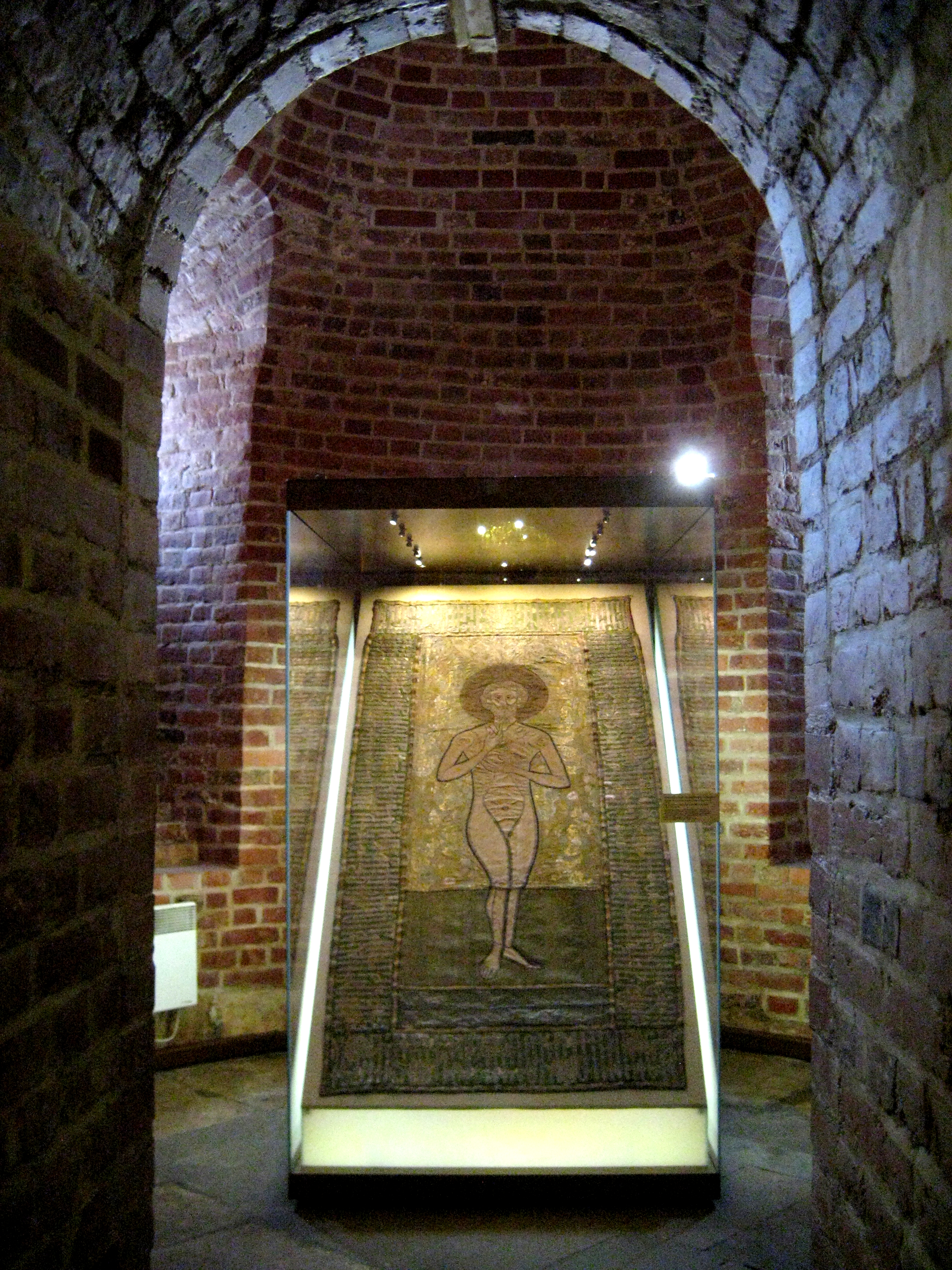
Linceul de la châsse de saint Basile (atelier d'Irina Godounova), église basse de la cathédrale Saint-Basile à Moscou.

L'Église orthodoxe attribue à Basile le Bienheureux maints miracles, au cours de sa vie et après sa mort :
- Encore apprenti, il prédit que des bottes ne seraient d'aucune utilité au commanditaire ; celui-ci mourut le lendemain matin.
- Un jour, Basile dispersa les petits pains d'un vendeur sur le marché et celui-ci dut reconnaître qu'à la farine étaient mêlées de la craie et de la chaux.
- Un boyard fit don à Basile d'une pelisse d'un grand prix. Des voleurs remarquèrent cette pelisse et décidèrent de s'en emparer. L'un d'entre eux fit semblant d'être trépassé et les autres demandèrent à Basile sa pelisse pour les funérailles. Basile recouvrit de sa pelisse le pseudo-défunt mais prononça ces paroles : « Meurs donc pour ta malignité ; car il est écrit : tu ne tromperas pas ton prochain ». Et le dupeur mourut effectivement.
- Le Livre des degrés raconte qu'à l'été 1547, Basile vint au monastère de l'Ascension à Ostrog, (aujourd'hui Vozdvizhenka ou monastère d'Ostrog qui se trouve à Moscou) et pria longtemps, en pleurs, devant l'église. Le jour suivant commença le fameux incendie à Moscou, qui partit précisément du monastère de Vozdvizhenka.
- L’un des plus impressionnants miracles qui lui est attribué est d‘avoir contribué à l’extinction d’un incendie à Novgorod alors qu'il était à Moscou en compagnie du tsar Ivan. Basile le Bienheureux jeta l’une après l’autre par la fenêtre trois coupes de vin que le tsar offrait à des invités en guise de bienvenue. En colère contre ce geste, le saint lui expliqua qu’ainsi il avait contribué à éteindre un feu qui s’était déclaré à Novgorod. Un messager spécialement envoyé de Moscou rencontra des témoins qui avaient effectivement vus dans plusieurs rues de la ville un homme nu avec un porteur d’eau maitriser un incendie qui se propageait. Et ces témoins envoyés à Moscou reconnurent en Basile leur sauveur.